# Галло, Джо
Джозеф Галло (итал. Joseph Gallo) (7 апреля 1929, Нью-Йорк – 7 апреля 1972, там же), также известный как «Сумасшедший Джо» (англ. Crazy Joe) — итало-американский мафиози и капореджиме в семье Коломбо в Нью-Йорке.
У Джо Галло была диагностирована шизофрения, что не помешало ему стать наёмным убийцей в семье Профачи и создать собственную банду вместе со своими братьями – Ларри (итал. Larry Gallo) и Альбертом (итал. Albert Gallo). В 1957 году Джо Профачи якобы попросил бригаду Галло убить Альберта Анастасию – босса семьи Гамбино. Позднее Альберта Анастасию убили в парикмахерской на Манхэттене. В 1961 году братья Галло похитили четырёх приближённых к Профачи людей: андербосса Джозефа Маглиокко (итал. Joseph Magliocco), Фрэнка Профачи (итал. Frank Profaci), капореджиме Сальваторе Мусаккиа (итал. Salvatore Musacchia) и бойца Джона Сцимоне (итал. John Scimone), требуя более выгодных финансовых условий для себя и своей бригады. После нескольких недель переговоров Профачи вместе со своим советником Чарльзом Лосисеро (итал. Charles «the Sidge» LoCicero), заключили сделку с Джо Галло и добились мирного освобождения заложников, что привело к Первой войне с семьёй Коломбо (итал. First Colombo War).
В 1961 году Джо Галло был приговорён к тюремному заключению на срок до четырнадцати лет за сговор и вымогательство. Во время заключения Маглиокко взял на себя управление семьёй после смерти Профачи, что привело к попытке убийства Кармине Персико (итал. Carmine Persico) оставшимися братьями Галло в 1963 году. Босс семьи Патриарка Рэймонд Патриарка (итал. Raymond L. S. Patriarca) заключил мирное соглашение между двумя группировками, но позже Галло отказался соблюдать соглашение, сославшись на тюремное заключение. После освобождения Галло из тюрьмы в 1971 году босс Джозеф Коломбо предложил «отступные» в размере 1 000 долларов, но Галло потребовал 100 000 долларов, но Коломбо отказался. 28 июня 1971 года на митинге Итало-американской лиги за гражданские права в Колумбус-Серкл в Коломбо трижды выстрелил афроамериканец, которого тут же убили телохранители Коломбо. Коломбо выжил, но был парализован. Хотя многие члены семьи Коломбо обвиняли Галло в стрельбе, полиция после допроса Галло пришла к выводу, что стрелок действовал в одиночку.
Руководство семьи Коломбо было убеждено, что Галло заказал убийство своего босса после его размолвки с семьёй, спровоцировав Вторую войну Коломбо. 7 апреля 1972 года, около 4:30 утра, Галло был застрелен в ресторане Umbertos Clam House в нью-йоркском районе Маленькая Италия во время празднования своего 43-го дня рождения. Хотя различные источники на протяжении многих лет сообщали разные версии о том, кто был убийцей или убийцами, «официально дело остаётся нераскрытым».

## Юность
Джо Галло родился 7 апреля 1929 года в районе Ред-Хук (англ. Red Hook) в Бруклине. Его родителями были Умберто и Мэри Галло (итал. Umberto and Mary Gallo). Будучи бутлегером во время Сухого закона, Умберто вкладывал свои доходы в ростовщичество и не особо заботился о том, что его сыновья вовлекаются в преступную деятельность.
Несмотря на свою связь с Южным Бруклином на самом деле Джо Галло вырос в районе Кенсингтона (англ. Kensington, Brooklyn), где его семья владела и управляла забегаловкой Jackie's Charcolette. В 1964 году в досье Сената США об организованной преступности дом семьи по адресу 639 East 4th Street был указан как постоянное место жительства семьи Галло. Джо Галло получил начальное образование в школе № 179 в Кенсингтоне, а в шестнадцать лет бросил Бруклинскую школу автомехаников (англ. Brooklyn High School of Automotive Trades) в Уильямсбурге.
Вскоре после этого Галло получил травму головы в автомобильной аварии, что привело к проявлению «нервного тика» – к этому моменту он и его давние соратники Питер Диапулас (англ. Peter «Pete the Greek» Diapoulas) и Фрэнк Иллиано (итал. Frank Illiano) начали обдумывать различные преступные схемы во время своих частых посещений бильярдной Ace Pool Room. В 1949 году, после просмотра фильма «Поцелуй смерти» Галло начал подражать персонажу Ричарда Уидмарка и декламировать диалоги из фильма. После ареста в 1950 году он был временно помещён в больничный центр округа Кингс (англ. Kings County Hospital Center), где ему был поставлен диагноз «шизофрения». Альберт Сидман (англ. Albert Seedman), глава детективного бюро департамента полиции Нью-Йорка, назвал Джо Галло «этим мелким парнем со стальными яйцами».  Братья Галло – Ларри и Альберт – были его криминальными сообщниками.
Первой женой Галло, на которой он женился примерно в 1960 году, развелся в середине 1960-х и снова женился в июле 1971 года, была танцовщица из Лас-Вегаса Джеффи Ли Бойд (англ. Jeffie Lee Boyd). Позже, в 1971 году, Джеффи снова развелась с Джо Галло. У пары в браке родилась дочь – Джои (англ. Joie). В марте 1972 года, за три недели до своей смерти, Галло женился на 29-летней актрисе Сине Эссари (англ. Sina Essary) и стал отчимом дочери Сины – Лизы Эссари-Галло (англ. Lisa Essary-Gallo).

## Начало криминальной жизни
Галло начинал как наёмный убийца и киллер Джо Профачи в семье Профачи. Помимо помощи в управлении ростовщическим бизнесом отца и торговыми и музыкальными автоматами, Джо Галло контролировал различные предприятия, включая карточные игры с высокими ставками, вымогательство и подпольную лотерею. Свою штаб-квартиру он разместил в «Общежитии» (англ. «The Dormitory») – трёхэтажном кирпичном доме, где ранее располагались торговые автоматы семьи Галло. В подвале он якобы держал домашнего льва по имени Клео. В течение нескольких лет Галло тайно владел несколькими ночными клубами и двумя цехами в Швейном квартале.
В 1957 году Профачи якобы попросил Галло и его бригаду убить Альберта Анастасию – босса преступной семьи Гамбино. Подчиненный Анастасии, Карло Гамбино, хотел заменить его и обратился за помощью к Профачи. 25 октября Альберт Анастасия зашел в парикмахерскую отеля Park Sheraton на Манхэттене. Когда Альберт Анастасиа сел в кресло парикмахера, двое мужчин ворвались внутрь, оттолкнули парикмахера с дороги и убили босса Гамбино.  Убийцы Анастасии так и не были установлены, но Кармин Персико позже утверждал, что он и Галло застрелили Анастасию, шутя, что он был частью «квинтета парикмахеров Галло».
В следующем году Галло и его братья были вызваны в Вашингтон для дачи показаний перед Комитетом Макклеллана (англ. United States Senate Select Committee on Improper Activities in Labor and Management) Сената США по борьбе с организованной преступностью. Во время посещения советника Сената Роберта Кеннеди в его офисе, Галло флиртовал с секретаршей Кеннеди и сказал Кеннеди, что его ковер отлично подойдет для игры в кости и при этом ни один из братьев не предоставил никакой полезной информации.

## Первая война с семьей Коломбо
27 февраля 1961 года братья Галло похитили четверых приближенных Профачи: андербосса Джозефа Маглиокко, Фрэнка Профачи, капореджиме Сальваторе Мусаккиа и бойца Джона Сцимоне. Сам Профачи избежал захвата и улетел во Флориду. В итоге с заложниками остались братья Ларри и Альберт, а Джо отправился в Калифорнию. За освобождение заложников Джо Галло потребовал более выгодных условий для себя и своих подельников. Галло хотел убить одного заложника и потребовать 100 000 долларов до начала переговоров, но его брат Ларри переубедил его так не делать. После нескольких недель переговоров Профачи и его консильери Чарльз «Сидж» ЛоСисеро, заключили сделку с Галло и добились мирного освобождения заложников.
Однако Профачи не собирался соблюдать мирное соглашение. 20 августа 1961 года он приказал убить Ларри и Джозефа Джиоиелли (итал. Joseph «Joe Jelly» Gioielli). Первым во время рыбалки был убит Джозеф Джиоиелли, а Ларри выжил после попытки удушения, предпринятой Персико и Сальваторе Д'Амброзио (англ. Salvatore «Sally» D'Ambrosio) в клубе «Сахара» – несостоявшихся убийц вспугнул случайно оказавшийся поблизости офицер полиции. Ранее братья Галло работали вместе с Персико против Профачи и его сторонников,  но затем они стали называть Персико «Змеей» после его перехода на сторону противника. Война между бандами продолжалась, в результаты которой было осуществлено девять убийств и три похищения. С началом войны команда Галло «залегла на матрасы» в своём «Общежитии». В том же году Персико было предъявлено обвинение в покушении на убийство Ларри, но обвинения были сняты, когда Ларри отказался давать показания.
В ноябре 1961 года Джо Галло был признан виновным в сговоре и вымогательстве. 21 декабря того же года Джо Галло был приговорен к тюремному заключению сроком до четырнадцати лет.

## Тюремный срок
Во время отбывания наказания Джо Галло находился в трех тюрьмах штата Нью-Йорк: Исправительном учреждении Грин-Хейвен (англ. Green Haven Correctional Facility), Исправительном учреждении Аттика и Исправительном учреждении Оберн (англ. Auburn Correctional Facility). В 1962 году, когда Джо Галло отбывал срок в Аттике, его братья Ларри и Альберт вместе с пятью другими членами бригады Галло бросились в горящий бруклинский дом и спасли из огня шестерых детей и их мать – на этот поступок даже обратили внимание средства массовой информации.
Во время пребывания в Грин-Хейвене Джо Галло подружился с наркоторговцем Лероем Барнсом (англ. Nicky Barnes). Джо Галло предвидел переход власти в гарлемском наркобизнесе к негритянским бандам и обучал Барнса методам построения преступной организации.  29 августа 1964 года Джо Галло подал в суд на Департамент исправительных учреждений Нью-Йорка, заявив, что сотрудники исправительного учреждения подвергли его жестокому наказанию в Грин-Хейвене после того, как он позволил черному парикмахеру подстричь свои волосы. Тюремный комиссар охарактеризовал Джо Галло как проблемного заключенного и горлопана.
В Оберне Галло занялся акварельной живописью, стал заядлым читателем и работал оператором подъёмника в тюремном деревообрабатывающем цехе. Во время бунта в тюрьме Джо Галло спас тяжелораненого сотрудника исправительного учреждения от разъяренных заключенных. Позже этот офицер свидетельствовал в пользу Джо Галло на слушаниях по условно-досрочному освобождению. По словам Дональда Франкоса (англ. Donald Frankos), сокамерника по Оберну, Джо Галло «обладал прекрасными вербальными навыками: он мог описать вырывание кишок у человека с той же красноречивой легкостью, с какой обсуждал классическую литературу».
В мае 1968 года, когда Джо Галло отбывал срок в тюрьме, его брат Ларри умер от рака.

## Освобождение из тюрьмы и Вторая война с семьёй Коломбо
За время отсидки Джо Галло семья Профачи пережила ряд перемен – 7 июня 1962 года, после продолжительной болезни, Профачи умер от рака, а Маглиокко взял на себя управление семьей и продолжил борьбу с братьями Галло. 19 мая 1963 года Персико выжил после нападения бригады Галло, хотя и получил множество ранений. Позже, в том же году, в результате переговоров с боссом семьи Патриарки Раймондом Патриаркой, было достигнуто мирное соглашение между двумя группировками. Позднее Джо Галло заявил, что мирное соглашение к нему не относится, поскольку во время переговоров он находился в тюрьме.
Тем временем Комиссия, руководящий орган американской мафии, заставила Маглиокко уйти с поста босса после того, как выяснилось, что он помог разработать заговор с целью их свержения. Новым боссом семьи Профачи был назначен Джозеф Коломбо – впоследствии семья была переименована в «семью Коломбо». Однако Коломбо вскоре оттолкнул многих своих сторонников, создав Итало-американскую лигу гражданских прав, которая привлекла к себе внимание СМИ.
Джо Галло был освобожден из тюрьмы 11 апреля 1971 г. Сина, его вторая жена, описала его вскоре после освобождения, сказав, что Джо выглядел очень хрупким и бледным:
«Он выглядел как старик. Это был мешок с костями. От него мало что осталось, хотя в молодости он был поразительно красивым мужчиной - у него были красивые черты лица – красивый нос, красивый рот и пронзительные голубые глаза».
Вскоре Галло стал частью высшего общества Нью-Йорка, чему послужила игра актера Джерри Орбаха, сыгравшего мафиози Кида Салли Палумбо (англ. Kid Sally Palumbo) в фильме «Банда, не умевшая стрелять» (1971) – роль которого в значительной степени была основана на образе Джо Галло.
После освобождения Коломбо и Джозеф Яковелли (англ. Joseph Yacovelli) пригласили Галло на мирную встречу, предложив 1 000 долларов в качестве отступных. Предположительно Джо Галло на этой встрече сказал, что он не связан мирным соглашением 1963 года и потребовал 100 000 долларов для урегулирования спора, на что Коломбо ответил отказом.. 28 июня 1971 года на митинге Итало-американской лиги гражданских прав на Колумбус-Серкл Коломбо был трижды ранен, один раз в голову, стрелком по имени Джером Джонсон (англ. Jerome Johnson). В ответ Джонсон был убит телохранителями Коломбо. Коломбо выжил после выстрела, но был парализован до самой смерти в мае 1978 года. Хотя многие в семье Коломбо обвиняли Джо Галло в организации покушения, полиция после допроса Джо Галло пришла к выводу, что Джонсон был одиночкой. Руководство семьи Коломбо были убеждено, что Джо Галло заказал убийство после его размолвки с семьей Коломбо.

## Убийство Джо Галло
7 апреля 1972 года, около 4:30 утра, Джо Галло со своей семьей пришли в небольшой ресторанчик Umbertos Clam House в манхэттенском районе Маленькая Италия, чтобы отпраздновать его 43-й день рождения. С Джо Галло в тот день были – сестра Кармелла, жена Сина со своей дочерью Лизой, телохранитель Питер «Пит Грек» Диапулас и девушка Диапуласа.. Ранее вечером Джо Галло вместе с Орбахом и его женой Мартой посетил ночной клуб «Копакобана», чтобы посмотреть выступление комика Дона Риклза и певца Питера Лемонджелло (англ. Peter Lemongello). В ресторане Галло занял два столика, причем Галло и Диапулас оказались лицом к стене. Риклз и Лемонджелло, которых Джо Галло пригласил присоединиться к ним в Umbertos, сумели найти предлог, чтобы уйти пораньше, что, возможно, спасло им жизнь.

Место убийство Джо Галло, Апрель 1972

Один из бойцов семьи Коломбо по имени Джозеф Лупарелли (итал. Joseph Luparelli) утверждал, что он сидел в баре, не зная о приходе Джо Галло. Когда Лупарелли увидел Джо Галло, то немедленно покинул Umbertos и отправился на одну из конспиративных квартир семьи Коломбо. Связавшись с Яковелли, Лупарелли сказал, что взял в сообщники одного из бойцов семьи Коломбо – Филипа Гамбино (Philip Gambino), бойца семьи Дженовезе – Кармайна Дибиасе (итал. Carmine «Sonny Pinto» DiBiase)  и еще двух человек – предположительно, членов семьи Патриарка – для убийства Галло, так как они был уверены, что Коломбо «заказал» Джо Галло. Прибыв в Umbertos, Лупарелли заявил, что остался в машине, а остальные четверо мужчин вошли внутрь через заднюю дверь.
По утверждению Лупарелли, четверо стрелков вошли в ресторан между сменой блюд и открыли огонь из револьверов. Джо Галло выругался и попытался достать свой пистолет, но в него было произведено двадцать выстрелов – он был ранен в спину, локоть и ягодицу.  Опрокинув обеденный стол, Джо Галло, шатаясь, добрался до входной двери. Свидетели утверждали, что он пытался отвести огонь от своей семьи. Диапулас был ранен в бедро.  Смертельно раненный Джо Галло вышел на улицу и упал в обморок. Его отвезли на полицейской машине в больницу Бикман-Даунтаун (Beekman-Downtown Hospital), где и была зафиксирована его смерть примерно в 5:30 утра.
Рассказ Лупарелли получил широкую огласку, но полиция отнеслась к нему скептически. Детектив отдела по расследованию убийств полиции Нью-Йорка Джо Коффи (англ. Joe Coffe), принявший к производству дело об убийстве Джо Галло, сообщил, что показания очевидцев и реконструкция места преступления привели полицию к выводу, что Джо Галло был убит стрелком-одиночкой. Джо Коффи также утверждал, что полиция распространила ложную историю о трех стрелках, чтобы помочь отсеять информацию от предполагаемых свидетелей или информаторов: любой, кто сообщал о трех стрелках, а не об одном, немедленно заносился в «чёрный список». Автор Чарльз Брандт (англ. Charles Brandt) отмечает, что «заявление Лупарелли не подтверждено ни единым фактом» и не привело ни к одному аресту. Брандт также предполагает, что признание Лупарелли, скорее всего, было дезинформацией, заказанной семьей Коломбо с целью разрядить напряженность после стрельбы в Джо Галло. Ресторан Umbertos принадлежала членам преступной семьи Дженовезе, что обычно подразумевает, что Дженовезе дали свое благословение на убийство на своей территории, но рассказ Лупарелли о том, что стрельба была незапланированным актом без одобрения высокопоставленных мафиози, снимал ответственность с враждующих семей Коломбо и Дженовезе.
Иную, но столь же спорную версию убийства предложил Фрэнк Ширан. Незадолго до своей смерти в 2003 году Ширан утверждал, что он был единственным исполнителем убийства Джо Галло, действуя по приказу мафиози Рассела Буфалино, считавшим, что Галло привлекает излишнее внимание своим ярким образом жизни. Джо Коффи и несколько других следователей полиции Нью-Йорка уверены, что Ширан убил Джо Галло. Более того, очевидец, находившийся в Umbertos в ночь инцидента, а впоследствии редактор New York Times, говоривший на условиях анонимности, также назвал Ширана человеком, стрелявшим в Галло.  Джерри Капеши (англ. Jerry Capeci), журналист и эксперт по мафии, который был в Umbertos вскоре после стрельбы в качестве репортера New York Post, позже написал, что если бы его «принять решение о том, кто стрелял в Галло», то его выбор бы пал на Ширана.
Билл Тонелли (англ. Bill Tonelli) оспаривает правдивость утверждения Ширана в своей статье в Slate «Ложь ирландца» (англ. The Lies of the Irishman), как и профессор Гарвардской школы права Джек Голдсмит (англ. Jack Goldsmith) в статье «Джимми Хоффа и Ирландец»: Настоящая история преступления?» (англ. Jimmy Hoffa and «The Irishman»: A True Crime Story?), опубликованной в журнале New York Review of Books.  Бывший капореджиме семьи Коломбо Майкл Францезе (итал. Michael Franzese) также высказывал сомнения в версии о том, что убийцей был Ширан, как это изображено в фильме «Ирландец», утверждая, что он «точно знает, что там произошло» на основании своего личного опыта. Вдова Джо Галло позже заявила, что она помнит нападение с участием нескольких мужчин, все из которых были невысокого роста и казались итальянцами. Ширан же имел ирландско-шведское происхождение и рост 180 см.

## Память
Похороны Джо Галло проходили под наблюдением полиции – его сестра Кармелла заявила над открытым гробом, что «улицы будут красными от крови, Джоуи!». Желая отомстить, Альберт Галло послал стрелка из Лас-Вегаса в ресторан Neapolitan Noodle на Манхэттене, где обедали Яковелли, Альфонс Персико (итал. Alphonse Persico) и Дженнаро Ланджелла (итал. Gennaro Langella). Однако стрелок не узнал мафиози и выстрелил в четырех невинных посетителей ресторана, убив двоих из них. После этого покушения Яковелли бежал из Нью-Йорка, оставив Персико в качестве нового босса. Семья Коломбо, возглавляемая находившимся в заключении Кармайном Персико (отцом Альфонса Персико), была ввергнута во вторую междоусобную войну, которая продолжалась несколько лет, пока соглашение 1974 года не позволило Альберту и его бригаде присоединиться к семье Дженовезе.
Находившийся в состоянии сильнейшей прострации Лупарелли бежал в Калифорнию, а затем связался с Федеральным бюро расследований и договорился о том, чтобы стать государственным свидетелем. Он обвинил четырех стрелков в убийстве Галло. Однако полиция не смогла предъявить им обвинения: не было подтверждающих улик, а Лупарелли считался ненадежным свидетелем. Никому так и не было предъявлено обвинение в убийстве Джо Галло.
В октябре 1975 года Департамент водных ресурсов Нью-Йорка начал замену канализации в месте проживания Джо Галло. Когда 3 декабря 1975 года обрушился дом на Президент-стрит, 21 (в результате чего погиб один человек), все работы по проекту прекратились более чем на восемнадцать месяцев, оставив «открытую траншею посреди улицы». В результате поломки насоса, под угрозой оказались фундаменты всех зданий в квартале и оставшихся зданий на прилегающем участке Кэрролл-стрит, что усугубило последствия разрушений, вызванных строительством тоннеля Бруклин-Бэттери и прокладкой скоростной автомагистрали Бруклин-Квинс (англ. Brooklyn–Queens Expressway) по соседней Хикс-стрит. Член бригады Джо Галло Фрэнк Диматтео (итал. Frank DiMatteo) предположил, что «коррумпированные политики решили превратить весь квартал в вонючую дыру, пока никто не сможет там больше жить» в попытке избавить район – к этому времени удобный для джентрифицирующихся анклавов Кэрролл-Гарденс (англ. Carroll Gardens) и Коббл-Хилл (англ. Cobble Hill) – от остатков бригады Джо Галло. По словам Диматтео, только четыре здания в квартале принадлежали бригаде Джо Галло: «Все остальные принадлежали невинным людям, которые владели этими зданиями на протяжении многих поколений. Закону было все равно. Они получили то, что хотели». Впоследствии 33 здания в этом квартале были снесены и заменены новым жильем, и ни одно из зданий эпохи Джо Галло не сохранилось до наших дней.

## Состав бригады Джо Гало
- Альберт Галло (итал. Albert «Kid Blast» Gallo) – перешел в семью Дженовезе в 1975 году
- Ларри Галло (итал. Larry Gallo) – умер от рака в 1968 году
- Фрэнк Иллиано (итал. Frank «Punchy» Illiano) – перешел в семью Дженовезе в 1975 году, умер в январе 2014 года
- Бобби Бориелло (итал. Bobby Boriello) – перешел в семью Гамбино в 1972 году, убит в 1991 году по приказу Энтони Кассо (Anthony Casso)
- Николас Бьянко (итал. Nicholas Bianco) – перешел в семью Патриарки в 1963 году, умер от естественных причин в 1994 году
- Вик Амусо (итал. Vic Amuso) – перешел в семью Луккезе, отбывает пожизненное заключение
- Джозеф  Лупарелли итал. (Joseph «Joe Pesh» Luparelli) – вступил в программу защиты свидетелей в 1972 году, нынешнее местонахождение неизвестно
- Джозеф Джиоелли (итал. Joseph «Joe Jelly» Gioielli) – убит в 1961 году стрелками Профачи
- Кармин Персико (итал. Carmine «the Snake» Persico) – босс семьи Коломбо, умер в 2019 году, отбывая 139-летний срок в тюрьме
- Майкл Риццителло (итал. Michael Rizzitello) – перешел в одну из банд Лос-Анджелеса, умер в заключении из-за осложнений рака в 2005 году
- Питер Диапулас (итал. Peter «Pete the Greek» Diapoulas)
- Джон Катроне (итал. John Cutrone) – возглавил команду, отделившуюся от бригады Джо Галло, убит в 1976 году неизвестными
- Джерри Бассиано (итал. Gerry Basciano) – вышел из бригады Джо Галло, убит в 1976 году неизвестными
- Стив Чиррило (итал. Steve Cirrilo) – убит в 1974 году стрелками Катроне
- Джозеф Кардиелло (итал. Joseph Cardiello) – перешел на сторону Профачи, убит стрелками Джо Галло 10 декабря 1963 года
- Фрэнк Диматтео (итал. Frank DiMatteo) – издатель и распространитель журналов
- Луис Мариани (итал. Louis Mariani) – убит стрелками Профачи 10 августа, 1963
- Леонард Делло (итал. Leonard «Big Lenny» Dello) – умер в 2009 году
- Джон Коммарато (итал. John Commarato)
- Винсент Реджина (итал. Vincent «Chico» Regina)
- Альфонсо Серантонио (итал. Alfonso Serantonio)
- Джозеф Янконе (итал. Joseph Yancone)
- Юджин Лагана (итал. Eugene LaGana)
- Фрэнк Бальзано (итал. Frank Balzano)
- Серджио Галло (итал. Sergio «SergForce» Gallo)
- Дэн Кантеллиани (итал. Dan «Big Fish» Cantelliani)
- Хью Макинтош (англ. Hugh «Apples» McIntosh) – умер в 1997 году

## В популярной культуре
Книга автора Джимми Бреслина (англ. Jimmy Breslin) «Банда, не умевшая стрелять» в сатирическом виде изобразила войну Джо Галло с семьей Профачи. По книге был снят художественный фильм 1971 года, в котором Джерри Орбах сыграл Кида Салли Палумбо – образ, списанный с Джо Галло.
После убийства Джо Галло продюсер Дино Де Лаурентис снял драму о Галло под названием «Безумный Джо» (англ. Crazy Joe), вышедшую в 1974 году. Фильм, основанный на газетных статьях репортера Николаса Гейджа, снял режиссер Карло Лиццани, а в главной роли снялся Питер Бойл.
Джо Галло – главный герой биографической баллады Боба Дилана «Джоуи». Песня вошла в альбом Дилана 1976 года Desire. Дилана критиковали за чрезмерную романтизацию преступной жизни в песне.
В фильме Мартина Скорсезе «Ирландец» 2019 года Джо Галло сыграл Себастьян Манискалко.
В фильме «Преступный город» (Mob Town) 2019 года Джо Галло сыграл Кайл Стефански (англ. Kyle Stefanski).
В сериале «Предложение» Джо Галло изображает Джозеф Руссо (англ. Joseph Russo).

### Комментарии
1. ↑  By 1972, the Gallo family had relocated across the street to a larger abode at 652 East 4th Street, which was operated as a rooming house.[4][5]